# Мекки Шариф Баштав
Мекки Шариф Баштав (тур. Mekki Sherif Bashtav, ингуш. Бештой Макшериф; 1913 год, г. Бейшехир, провинция Конья, Турция — 2010 год, Анкара, Турция) — крупнейший турецкий историк-медиевист и тюрколог, византинист и специалист по венгроведению, профессор. Ингуш по национальности.

## Биография и творческая деятельность
Мекки Шариф Баштав родился в 1913 году в ингушской семье в городе Бейшехир, куда в конце XIX века иммигрировало большое количество ингушей. Отец Мекки Шарифа — Абаз Мургустович Бештоев, уроженец села Яндаре в 1895 году эмигрировал в Османскую империю. Мать происходила из села Кантышево из рода Дзауровых (ингуш. Зовранаькъан) патронимии ингушского тейпа Салгхой.
После начала Первой мировой войны отец Мекки Шарифа был призван в турецкую армию, где он принимал участие в Дарданелльской операции, вскоре в боях с британцами в Ираке он пропал без вести.
После окончания школы Мекки Шариф учился в Стамбульском лицее. В 1940 году он окончил университет Анкары по специальности Хунгарологии (венгероведения и венгерской филологии), истории и географии. В 1942 году Мекки Шариф поступил в докторантуру Будапештского университета Венгрии, где защитил докторскую диссертацию «Orda potrae» в 1947 году, посвященной турецкой и византийской истории. В 1948 году он изучал немецкий язык в Австрии. Возвратившись в Турцию, Баштав стал преподавать венгерский язык, историю Венгрии, венгерскую литературу в университете Анкары, став доцентом истории средних веков. В 1957 году он получив стипендию фонда Гумбольдта поехал в ФРГ, где занимался исследованиями в Мюнхенском университете. Вернувшись в Турцию в 1960 году Баштав продолжил преподавательскую работу в Анкарском университете. В 1973 году он стал профессором университета.
Даже выйдя на пенсию в 1982 году он продолжал преподавательскую деятельность. В 1983 году Мекки Шариф получил научный грант Гарвардского университета. В 1992 году Баштав посетил Ингушетию, хорошо владел родным ингушским языком. 8 августа 2010 года
Мекки Шариф Баштав умер в Анкаре, похоронен в ингушском кладбище в Бейшехире.

## Избранные научные труды
- «Сабирские тюрки» (1940 г.)
- «Orda potrae». Армия и государственная организация Фатиха в Будапеште» (диссертация, 1947 г.)
- «Аттила и гунны» (на венгерском языке в 1962 г., на турецком в 1982 г.)
- «Эпоха Мурада II» (1973 г.)
- «Мохачская битва» (1989 г.).